# 장래희망
장래 희망(將來希望)은 미래에 자신이 바라는 장래 形, 살아가는 방식, 혹은 자신이 원하는 직업을 의미한다.

## 대한민국에서의 인식

### 고3학생들의 진로결정
대한민국 고3 수험생의 상당수는 진로 결정에 있어서 자신의 적성이 아닌 막연한 꿈에 따라 결정하는 것으로 나타났다.
2011년 4월 27일, 서울경제는 장래희망에 관한 진학사가 실시한 설문조사에 대해 다루었다.
대한민국 고3 수험생의 1,423명 을 대상으로 한 설문조사에서 60%(856명)은 스스로의 뜻에 따라 진로계획과 이에 따른 학과를 선택 하는 것으로 나타났으며, 이 중 34%(287명)는 '어렸을 때부터의 막연한 꿈이었기 때문'을 진로결정의 가장 큰 계기로 꼽으며, 이 밖에 '책 또는 미디어를 통한 간접 경험'(29%), '관련 활동 직접 경험'(19%), '미래 유망한 직업 또는 인기 직종이라는 생각에'(12%)라는 답변이 뒤를 이었다.

응답자의 34%(289명)는 목표와 장래희망을 이루기 위해 '스스로 구체적인 학습 목표를 세워 꾸준히 실행한다'고 답했다. '부모님, 선생님, 선배 등 멘토들과 진로에 대해 많은 대화를 나눈다'거나 '관련 도서를 많이 읽는다'는 응답도 각각 26%(224명), 15%(123명)로 나타나는 등 상당수 수험생은 직·간접적인 경험이나 대화를 통해 진로 파악 및 목표달성을 위해 노력을 하고 있었다. 반면 '아무것도 하지 않는다'고 답한 수험생도 14%(123명)나 돼 진로 결정의 방법뿐 아니라 실행 방법에 있어서도 조언이 필요한 것으로 나타났다.

이와 함께 아직 구체적인 진로를 정하지 못한 응답자의 52%(300명)는 '아직 내 적성이 무엇인지 몰라서'를 가장 큰 이유로 꼽았고, '특별히 하고 싶은 일이 없어서'(22%), '시시때때로 장래희망이나 진로가 바뀌고 있어서'(17%) 등의 응답도 나왔다.

한편, 응답자의 81%(1,151명)는 진로와 장래희망에 대한 목표를 세우는 것이 공부를 더 열심히 할 수 있게 하는 원동력이 된다고 답해 진로 결정이 학업에도 영향을 미치는 것으로 나타났다. 또 응답자의 87%(1,105명)는 내가 정한 진로나 장래희망에 따라 학과를 선택하겠다고 답했다.

### 진로결정가이드
사교육걱정없는세상 활동가인 송인수 선생은 좋은 일자리의 기준을 다음과 같이 정한다.
- 적성에 맞는 일자리
- 사회에 도움이 되는 일자리
- 경제적으로 독립하는 일자리

부모는 미국의 기업인인 잭 웰치를 예로 들어 자녀들의 좋은 점들을 찾아주는 것만 할 수 있을 뿐이라고 송인수 선생은 이야기했다. 잭 웰치는 어릴적에 말을 더듬는 언어장애가 있었는데, 어머니가 "네가 말을 더듬는 것은 머리보다 입이 느리기 때문이야"라면서,잭 웰치의 좋은 점인 통찰력과 지혜를 길러주었다고 한다.

## 일본에서의 인기도

### 초등학생
2011년 4월 30일, 헤럴드 경제는 일본 제일생명보험이 실시한 장래희망 조사에 대해 소개하였다.
2011년 4월 28일 실시한 14만명 대상의 장래희망 조사 발표에서 여자 어린이는 음식점 주인, 남자 어린이는 축구선수가 각각 가장 인기있는 장래희망을 차지했다. 이 외에도 여자 어린이는 선생님·간호사·디자이너·약사 등이, 남자 어린이는 야구선수, 가수, 탤런트 등이 10위권에 자리잡고 있었다.

## 같이 보기
- 직업
- 아르바이트